# 龍南山電視台
龙南山电视台（朝鲜语：／），原名朝鲜教育文化电视台（朝鲜语：／），前身為1971年4月15日啟播的開城電視臺（朝鲜语：／），原为对广播的电视台，後經改組並於1997年2月16日改名为朝鲜教育文化电视台。該台成立的目的主要是普及科技文化和進行電視教學，電視節目只在周一、周三、周五播出，并同时使用PAL（平壤、开城）和NTSC制式（韩国方向）播出。目前，其电视信号在韩国一侧受到干扰，开城以及对韩国使用CH 8频道（30kW），平壤使用CH 9频道（140kW）。
2012年9月5日，该台更为现名，节目类型与原朝鮮教育文化电视台基本相同。
| 日期             | 播送时间              |
| ---------------- | --------------------- |
| 周一、周三、周五 | 19:00-22:00 （3小时） |

- 平壤时间=UTC+9:00

## 外部連結
- 廣播出版領域簡介 （页面存档备份，存于），中國駐朝鮮大使館
- 電視臺常放中國影視劇　朝鮮也有「新聞聯播」，《國際先驅導報》2006年6月20日